# Christina Grimmie
Christina Grimmie, de son nom complet Christina Victoria Grimmie, est une chanteuse, auteure-compositrice, actrice et youtubeuse américaine née le 12 mars 1994 à Marlton dans le New Jersey et morte assassinée le 10 juin 2016 à Orlando, en Floride. Elle était considérée comme étant une étoile montante de la musique. 
En 2009, encore adolescente, elle connaît un important succès en postant des reprises de chansons populaires sur sa Chaîne YouTube. Cette popularité en ligne lui permet d'entamer ensuite une carrière de chanteuse professionnelle. En juin 2011, elle sort son premier EP, Find Me, tandis que sa chaîne YouTube atteint un million d'abonnés ce même mois. En 2013, sa chaîne YouTube a atteint deux millions d'abonnés, et elle sort son premier album studio, With Love. En 2019, sa chaîne YouTube atteint quatre millions d'abonnés. 
Christina Grimmie est également remarquée lors de sa participation à l'émission The Voice (USA) en 2014. Concurrente de la saison six, elle termine à la troisième place. Adam Levine annonce lors de la finale qu'indépendamment du résultat, il la signerait sur son label 222 Records. Le rappeur américain Lil Wayne propose également de la signer sur son label, Young Money Entertainment. 
En 2016, elle publie son deuxième EP, Side A. Cette même année, elle fait sa première et unique apparition cinématographique dans The Matchbreaker. En 2017, Side  B, suite posthume de Side A, est disponible sur Spotify et iTunes. Le 9 juin 2017, son deuxième album All Is Vanity sort à titre posthume. 
Alors qu'elle signe des autographes à la suite d'un concert au Plaza d'Orlando, en Floride, Christina Grimmie est abattue par balles par un « fan obsessionnel ». Elle est transportée au centre hospitalier de la ville, où elle meurt des suites de ses blessures le 10 juin 2016, à l'âge de 22 ans.

## Biographie

### Enfance et adolescence (1994–2009)
Christina Victoria Grimmie est née le 12 mars 1994. Elle est issue d’une famille d'ascendances roumaine et italienne. Son père Albert Grimmie, qui travaille chez Verizon Communications (en 2014) et sa mère Tina Grimmie, qui travaille comme réceptionniste jusqu'à ce qu'elle soit diagnostiquée d’un cancer du sein, élèvent leur fille Christina et leur fils Marcus (1992), frère aîné de Christina. Christina grandit à Marlton dans le comté de Burlington (New Jersey), puis fréquente le Cherokee High School du comté de Hawkins, près de Rogersville dans le Tennessee,.
Dès l'âge de 4 ans, elle souhaite devenir chanteuse. Son père remarque son talent au piano et l'inscrit à des cours, mais elle a des difficultés à lire les notes ; elle joue donc à l'oreille,. Par la suite, c'est l'instrument qu'elle utilisera lors de ses concerts.

### Débuts
L'été 2009, suivant les conseils d'une amie, elle lance à l'âge de 15 ans sa chaîne Youtube intitulée zeldaxlove64, et commence à se filmer dans sa chambre en jouant du piano. Sa première vidéo est une reprise du titre Don't Wanna Be Torn de la série télévisée américaine Hannah Montana. Elle y gagne une certaine notoriété, et publie d'autres vidéos de reprises de tubes de Miley Cyrus : Party in the U.S.A. et When I Look at You. Ses reprises la font remarquer pour sa voix et sa personnalité. En 2010, elle est instruite à domicile pour sa première année de lycée.
Après avoir reçu des commentaires positifs pour sa performance, elle téléverse régulièrement des vidéos d'elle-même effectuant des reprises, généralement intitulées « Me singing ... ». Cette même année, elle effectue ses premières reprises de chansons connues comme celle de Sam Tsui (Just a Dream) du rappeur Nelly, qui totalise plus de 100 millions de vues sur YouTube. Sa popularité en ligne augmente rapidement, et sa chaîne affiche plus de 38 millions de vues. Ses vidéos sont visionnées plus de 395 millions de fois, et elle a plus de deux millions d'abonnés. Plus tard, sa reprise sera disponible sur iTunes et Spotify.

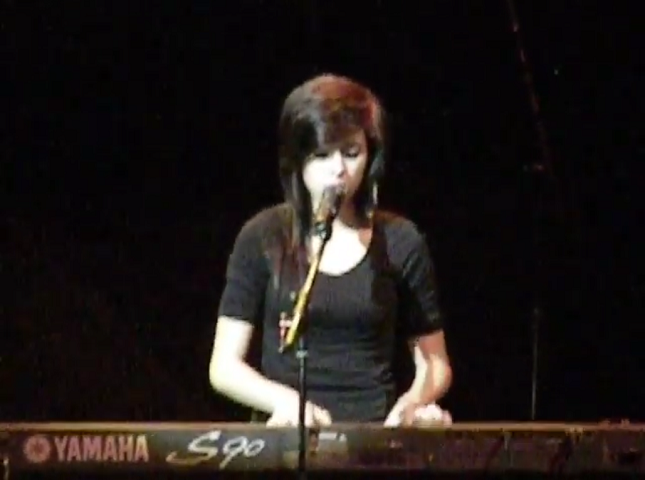
Christina Grimmie à ses débuts en 2011.

Avec sa reprise de My Heart Will Go On, classique de Céline Dion, elle atteint les huit millions de vues (août 2014). Cette dernière devient par la suite une sorte de « marraine musicale » qui lui permet de participer à de nombreux concerts et d'acquérir de la notoriété. Alors que sa popularité ne cesse de s'accroître, c'est en 2010 qu'elle est repérée sur YouTube par la mère de Selena Gomez, Mandy Teefey. Celle-ci demande à son mari, Brian Teefey de contacter Chistina. Ils deviendront ses managers,. 
Elle participe en octobre 2010 au « UNICEF Charity Concert »; elle apparaît ensuite sur le premier DigiTour en 2011, qui a été créé spécifiquement pour les vidéastes Web. Selena Gomez devient alors son mentor. 
Le 20 mars 2011, elle est présente sur scène à l'occasion de l'annuel « Concert for Hope » qui a eu lieu au Gibson Amphitheatre et dont les bénéfices sont reversés pour la recherche contre le cancer. 
Le 1er avril 2011, le blog The Hollywood Gossip publie un article sur Christina, indiquant que celle-ci est « sur les traces de Rebecca Black sur YouTube ». 
Du 27 avril 2011 au 30 avril 2011, elle participe au premier Digitour, tournée se déroulant dans 27 villes des États-Unis et mettant en scène des personnalités de YouTube. 
Lors de l'été 2011, elle participe à la première partie du groupe Selena Gomez and the Scene durant leur tournée We Own the Night Tour sur les concerts ayant lieu aux États-Unis. 
Le 10 octobre 2011, elle est invitée sur le plateau de The Ellen Show, célèbre émission télévisée américaine. 
Le 1er novembre 2011, Christina Grimmie gagne un concours organisé par Coca-Cola avec Higher, une chanson réalisée en collaboration avec Taio Cruz. Le 20 novembre 2011, elle interprétera cette chanson avec Taio Cruz avant la 39e cérémonie des American Music Awards, lors du « Coca Cola Red Carpet Live at the AMAs 2011 ». Elle y remportera une récompense dans la catégorie « nouveau média »,.

### Premier album:With Love

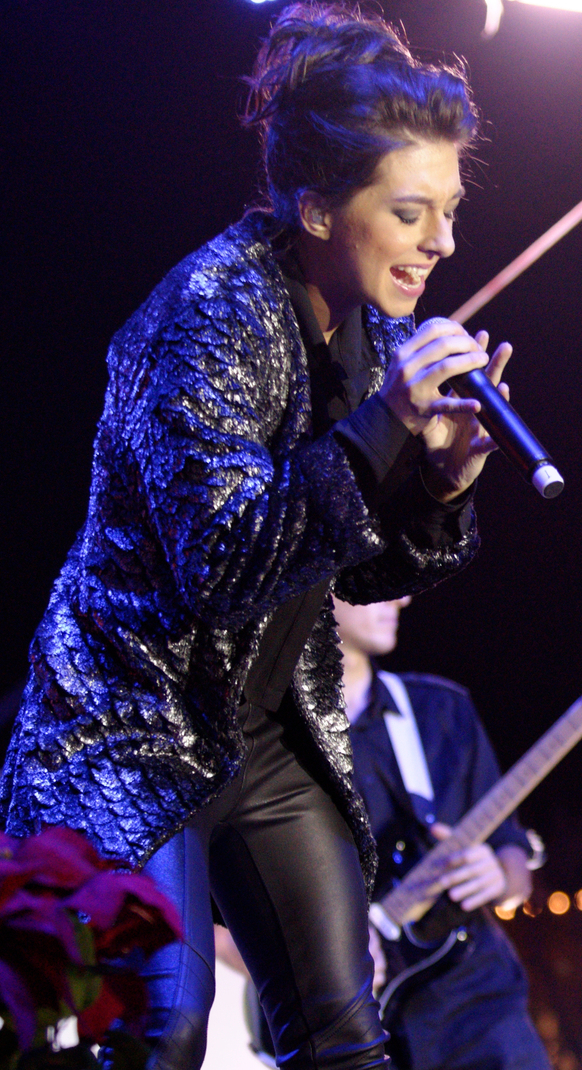
Christina Grimmie en décembre 2014.

En janvier 2012, elle déménage à Los Angeles pour poursuivre sa carrière de chanteuse; et signe en avril à la Creative Artists Agency. Elle ensuite joue dans l'émission Web Power Up: avec Christina Grimmie sur Disney.com, diffusée du 29 mars 2012 au 5 juin 2012,. Elle révèle qu'elle travaillerait avec un nouveau groupe, Rising Tide. Le groupe originaire de sa région natale dans le New Jersey dépouille sa version originale de la chanson; Find Me qui sera publiée sur ITunes en juin 2012.
En 2013, elle assure la première partie du Stars Dance Tour de Selena Gomez avec Emblem3 au Canada et aux États-Unis; tout en interprétant des chansons de son premier album studio With Love, qui est publié le 6 août 2013. L'album qui contient le single Tell My Mama a été présenté en exclusivité sur Billboard.com avec un clip réalisé par David Turvey le 3 octobre. Son album With Love sera son premier et dernier album studio à être sorti de son vivant,,.

### The Voice(2014)
Elle participe à la saison 6 de la version américaine de l'émission The Voice, avec le soutien de  Selena Gomez lors de son audition. Sa prestation sur la chanson Wrecking Ball fait se retourner les quatre chaises du jury composé de Shakira, Adam Levine, Usher et de Blake Shelton. Durant l'émission, Adam Levine est intéressé par elle et désire la faire signer avec son label, 222 Records; Lil Wayne montre également de l'intérêt pour la jeune fille et souhaiterait la faire signer chez Young Money Entertainment. Elle choisira finalement Adam Levine comme coach, et atteint la finale en terminant troisième derrière le vainqueur Josh Kaufman et le finaliste Jake Worthington. Adam Levine dira plus tard qu'elle a le potentiel d'être une grande star en considération de sa voix et de sa présence sur scène.
À la fin de l'émission, toutes les performances de Christina ont été publiées sur iTunes et Spotify en versions studio.

### Second album
Grâce à cela, elle assure les premières et dernières parties de la tournée Voice Tour, avec Jacquie Lee, Tessanne Chin et plein d'autres. Quelques jours plus tard, elle signe sur le label Island Def Jam Records et sort son premier single, Must Be Love. En mars 2015, elle annonce avoir cessé de travailler avec Island Records, et déclare travailler sur un nouvel album. Elle sort le mois suivant son second single, Stay With Me, qui se classe cinquième parmi les téléchargements de iTunes. En février 2016, elle sort un EP intitulé Side A, constitué de quatre chansons.

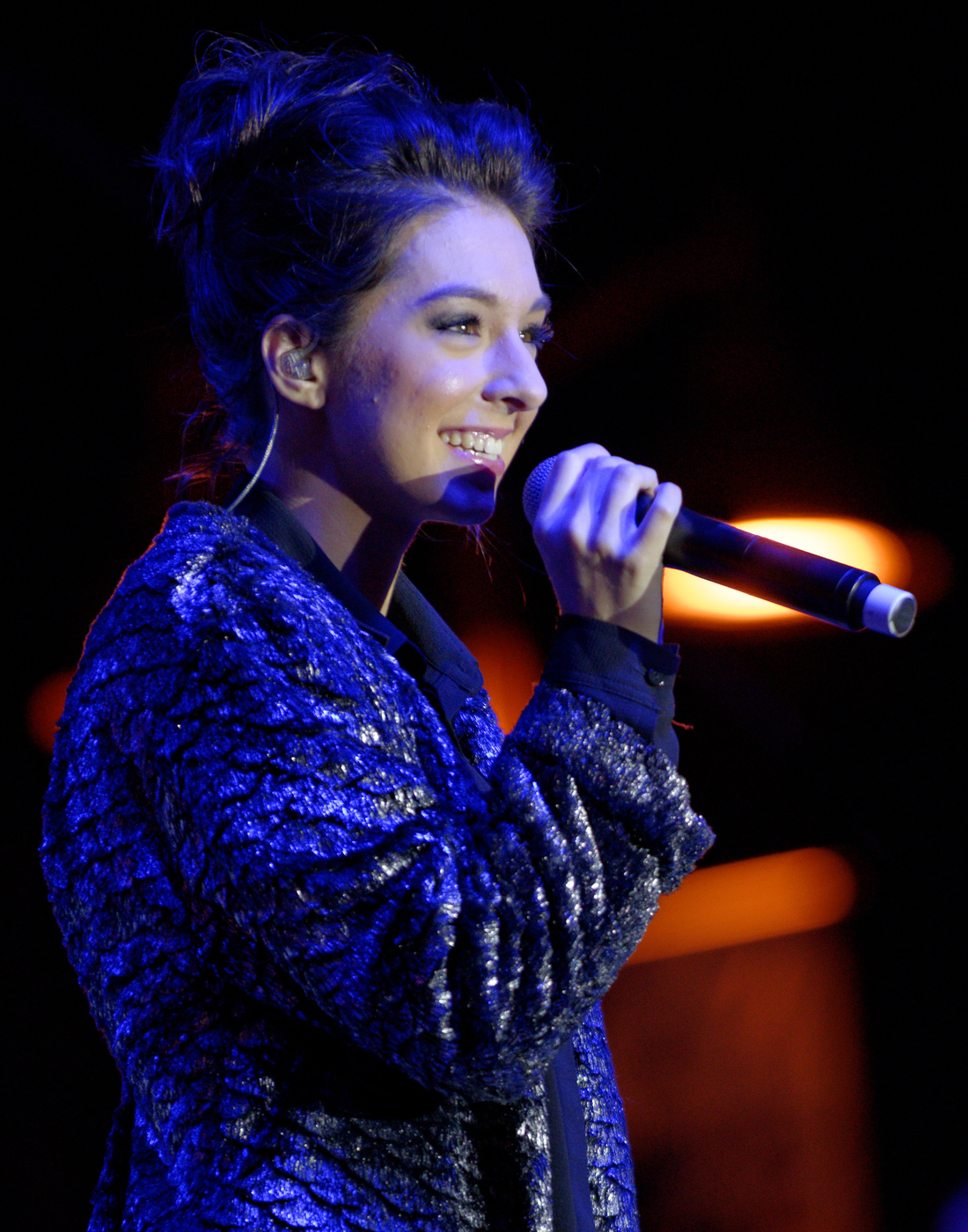
Christina Grimmie en 2014.

### Assassinat

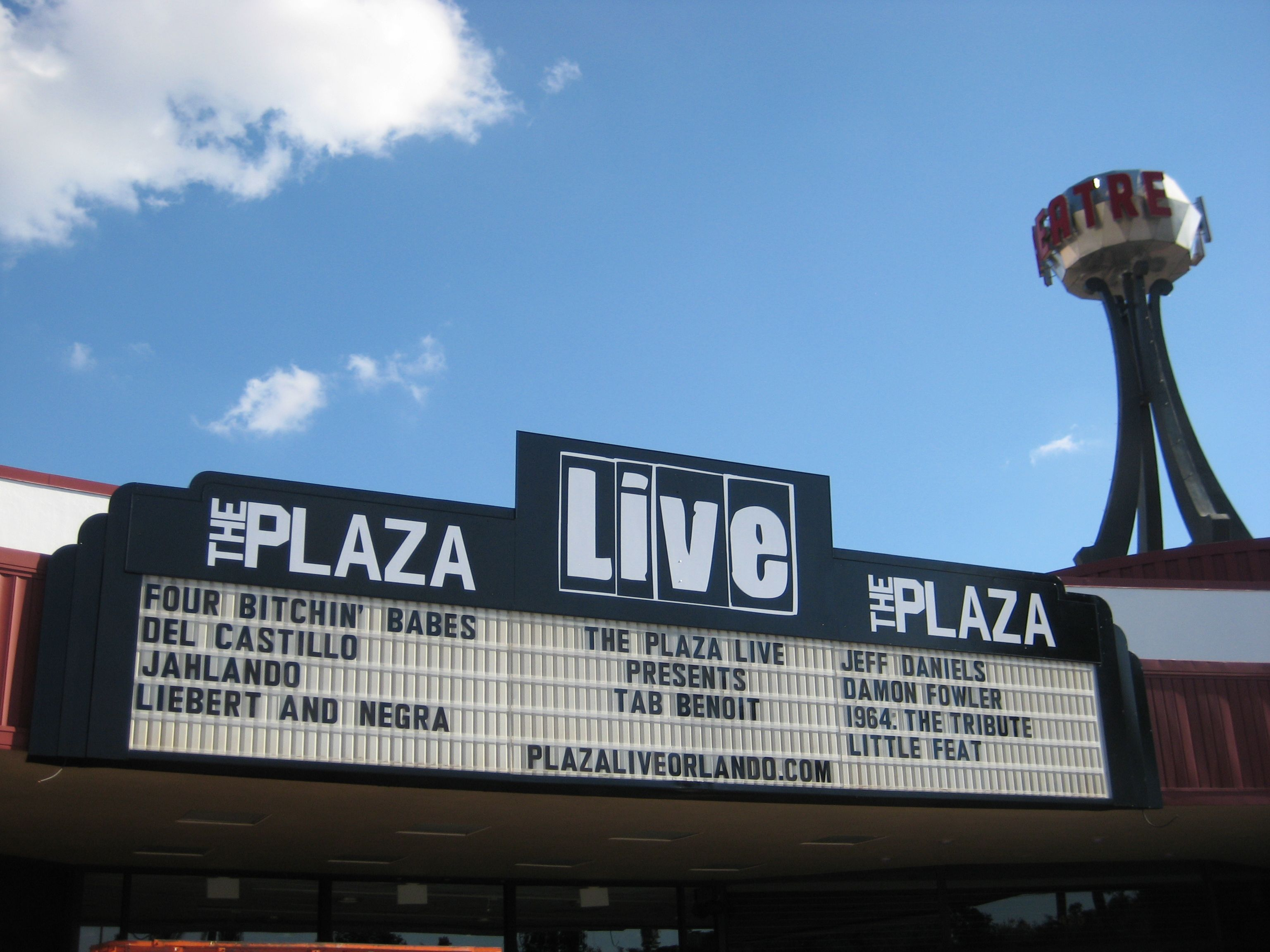
Lieux où Christina Grimmie a été abattue.

Le 10 juin 2016, Christina Grimmie donne un concert avec le groupe de musique Before You Exit, au Plaza Live à Orlando, en Floride. Un peu plus tôt dans la journée, elle lance un appel sur les réseaux sociaux demandant aux fans de venir au concert. Environ 300 personnes participeront au concert. Le rapport de police indique que la sécurité de la salle n'était pas armée, mais qu'un contrôle des sacs était effectué à l'entrée.
À la fin du concert, à 22 h heure locale, Christina, comme d'habitude, rencontre ses fans à l'intérieur de la salle. Une centaine de personnes sont alors encore présentes. Une fois installée à une table pour rencontrer le public, un homme âgé de 27 ans, Kevin James Loibl, (1989 – 2016) s'approche d'elle et lui tire dessus à plusieurs reprises. 
Durant la fusillade, le frère de la chanteuse, Mark Grimmie, réussit à plaquer le tireur au sol, qui parvient à se dégager, et utilise son arme pour se suicider,. Christina est conduite à l'hôpital dans un état critique, et est déclarée morte le 10 juin 2016 à 22 h 59,,,. L'autopsie indique que Christina Grimmie a reçu une balle dans la tête et deux dans la poitrine. 
La police de la ville indique le lendemain que Kevin Loibl ne semble pas avoir connu personnellement Christina Grimmie.
Le rapport de police indique que le tireur a fait le trajet en taxi depuis la maison parentale à St. Petersburg jusqu'à Orlando pour assister au concert et a loué une chambre d’hôtel. Dans le rapport, son père indique que Kevin Loibl avait récemment subi plusieurs changements : obtention d'un permis d'apprenti, implants capillaires, opération des yeux au laser et une perte de poids de 15 kg après avoir suivi un régime végétalien. Son père indique qu'il vivait « comme un ermite » et quittait rarement la maison, à part pour se rendre à son travail à temps partiel. Son unique ami et collègue de travail, Cory Dennington, indique que Kevin avait développé une obsession pour Christina Grimmie durant les six derniers mois. Il avait subi ces transformations physiques pour lui plaire, et il avait changé son rapport à la religion, par rapport à la foi chrétienne de Christina,. 
Le 16 juin 2016, Christina Grimmie est enterrée lors d'une cérémonie privée dans sa ville natale de Marlton. 

#### Hommage
Le décès de Christina Grimmie déclenche une vague d'émotion chez ses fans. Des milliers d'amis et de fans assistent au Fellowship Alliance Chapel à Medford à une cérémonie publique en son hommage. Ses obsèques ainsi que le déménagement de sa famille, ont été entièrement pris en charge par Adam Levine, son ami et coach de The Voice [réf. nécessaire].
Outre Adam Levine, de nombreux artistes lui rendent également hommage, notamment Justin Bieber ou Selena Gomez ainsi que le présentateur du show, Carson Daly, qui déclare : « Vous le savez, la famille est très importante pour nous à The Voice et l'an dernier, nous avons perdu l'une des nôtres, l'incroyablement talentueuse Christina Grimmie. Ce soir, afin de rendre hommage à notre amie et en soutien à sa famille, nous sommes heureux d'annoncer la création de la fondation Christina Grimmie ».

#### Conséquences et titre posthume
Après sa mort, la chanteuse est qualifiée par divers médias comme étant une étoile montante de la musique, partie trop tôt,,,.
Plusieurs articles rendent hommage à sa foi chrétienne, et mettent en avant sa vidéo Christ Alone,.
En février 2017, sa famille ainsi que son équipe sortent un single posthume, intitulé Invisible.
Le 21 avril 2017, l'EP Side B, suite de Side A, sort à titre posthume.
Le 9 juin 2017, l'album All is Vanity sort à titre posthume, incluant les chansons de son EP Side B.
Christina avait réalisé une série de vidéos en quatre parties pour la face A de son EP intitulé La ballade de Jessica Blue. En juillet 2016, Brian Teefey annonce que les vidéos feraient leurs débuts via Billboard, puis figureraient sur sa chaîne YouTube.

## Discographie

### Find Me(2011)
Sorti le 14 juin 2011.

### With Love(2013)
Sorti le 6 août 2013.

### Side A(2016)
Sorti le 21 février 2016.

### Side B(2017)
Sorti le 21 avril 2017.

## Récompenses et nominations
| Année | Nomination                    | Catégorie                        | Travail   | Récompense |
| ----- | ----------------------------- | -------------------------------- | --------- | ---------- |
| 2011  | Youth Rock Awards 2011        | Rockin' Indie Artist of the Year | Elle-même | Lauréat    |
| 2012  | Intense Radio's Music Awards  | Best Female Cover Artist         | Elle-même | Lauréat    |
| 2012  | Intense Radio's Talent Awards | Best Female Cover Artist         | Elle-même | Nomination |
| 2014  | Teen Choice Awards            |                                  | Elle-même | Nomination |
| 2016  | Teen Choice Awards            | Choice Music Web Star            | Elle-même | Lauréat    |

## Cinéma
- 2016 : The Matchbreaker (en)

## Participation à des spots publicitaires
En novembre 2011, Christina Grimmie a participé à deux concours dans le but de jouer dans des spots publicitaires :
- un spot pour Kinect Sports Season 2 sur Xbox 360, en compagnie de Selena Gomez ;
- un spot, produit par Sean Babas, intitulé The Showdown pour les chips Doritos auquel elle a participé avec Demi Lovato.